# Muhammad Rida al-Muzaffar
Muhammad Rida al-Muzaffar ou Mohammad Réza Mozaffar (en arabe : محمد رضا المظفر) est un marja-e taqlid philosophe et juriste chiite. Son livre en sciences islamiques est Usul al-Fiqh ou les principes de la jurisprudence écrits selon l'école de la pensée d'Agha Shaykh Muhammad Hosein Isfahani, un marja chiite.

## Introduction
La famille de Muzaffar comptait parmi les familles nobles de Nadjaf. Sa famille comprend de nombreux érudits et savants religieux. La majorité est connue sous le nom de Muzaffar dans cette ville depuis le XIIe siècle de l'Hégire. Certains de ses proches sont des habitants de Bassorah en Irak et résident à al-Jaza'ir. Son père, Muhammad ibn Abdullah, était juriste et Mujtahid était un marja-e taqlid. Son père est également né et a étudié à Najaf. Il a passé sa jeunesse à étudier, sa seule autre activité étant la prière et l'enseignement jusqu'à ce qu'il se soit distingué en tant que juriste. Il a écrit un commentaire très complet sur le livre de Shara'i al- Islam qu'il a appelé Tawhid al-Kalam. Une de ses réalisations a été la création de "Montada Al Nashar" ou publication de Montada pour développer et faire connaître les plus importants livres islamiques. Il a également fondé la faculté de jurisprudence ( fiqh ) à Najaf Université qui comprend des cours tels que comparative fiqh, Shia jurisprudence etc,, des savants éminents comme Muhammad Taqi Jafari ont cherché une association avec al-Muzaffar.

### Jeunesse
Muhammad Rida al-Muzaffar est né le cinquième jour de Sha'ban, 1322 de l’Ah (1904 apr. J.-C.). Depuis que son père est décédé avant lui, son frère Abdun-Nabi est devenu responsable de l'élever. Muhammad Rida a grandi dans l'environnement universitaire de Najaf. Comme de nombreux oulémas, il a participé à divers cours et cercles spécialistes, lui permettant d’achever ses études supérieures dans des séminaires religieux. Ses premiers professeurs étaient ses frères Abdun-Nabi et Muhammad Hasan,.

## Opinions savantes
Il a de nombreuses opinions dans différents domaines de l’apprentissage islamique, comme l’usul al fiqh, la logique et le fiqh.

### Usul al-fiqh
Une de ses innovations dans le domaine de usul est de présenter de nouvelles divisions sur les sujets de Usul. Selon l'école de pensée de son maître, Muhammad Husein Isfahani, Muzaffar croit en un nouvel ordre d'esprit sur les sujets. Par exemple, devant lui, le sujet d'Ishtighagh (dérivés) doit être discuté dans la partition d'Alfaz (arab: مبحث الفاظ) pas d'introductions. En conséquence, il a divisé les sujets en quatre catégories : alfaz, discussion rationnelle ( mabahith aqliyyah ), hujjat, usul Amaliyyah (principes pratiques).

## Ouvrages
- Usul Al-Fiqh
- Logic(Mantiq) (المنطق)[9]
- Kefayat Al-Osul
- Histoire de l'islam
- Philosophie d'Avicenne
- Saghifeh [10]
- Philosophie d'Imam Ali
- Cheikh Tousi, fondateur du séminaire de Najaf
- Aqa'ed al-Imamiah [11],[12].